# Каширівська сільська рада
Каши́рівська сільська́ ра́да — адміністративно-територіальна одиниця та орган місцевого самоврядування в Казанківському районі Миколаївської області. Адміністративний центр — село Каширівка.

## Загальні відомості
- Населення ради: 800 осіб (станом на 2001 рік)

## Населені пункти
Сільській раді підпорядковані населені пункти:
- с. Каширівка
- с. Великофедорівка
- с-ще Висунь
- с. Малофедорівка
- с. Неудачне
- с. Новоскелюватка
- с. Слобідка

## Склад ради
Рада складається з 14 депутатів та голови.
- Голова ради: Шмагайло Софія Олександрівна
- Секретар ради: Курінна Ганна Іванівна

### Керівний склад попередніх скликань
| Прізвище, ім'я, по батькові     | Основні відомості                                                                       | Дата обрання | Дата звільнення |
| ------------------------------- | --------------------------------------------------------------------------------------- | ------------ | --------------- |
| Назаренко Анатолій Іванович     | Сільський голова, 1945 року народження                                                  | 26.03.2006   | 01.04.2007      |
| Горбачевський Микола Степанович | Сільський голова, 1961 року народження, член Партії регіонів                            | 26.08.2007   | 31.10.2010      |
| Шмагайло Софія Олександрівна    | Сільський голова, 1970 року народження, освіта середня спеціальна, член Партії регіонів | 31.10.2010   |                 |

Примітка: таблиця складена за даними сайту Верховної Ради України

### Депутати
За результатами місцевих виборів 2010 року депутатами ради стали:

#### За суб'єктами висування
| Суб'єкт висування           | Кількість обраних депутатів | %    |
| --------------------------- | --------------------------- | ---- |
| Партія регіонів             | 11                          | 78,6 |
| Самовисування               | 2                           | 14,3 |
| Комуністична партія України | 1                           | 7,1  |

#### За округами
| № округу                    | Прізвище, ім'я, по батькові       | Дата визнання обраним | Освіта  | Партійна приналежність | Відомості про обраного депутата                               |
| --------------------------- | --------------------------------- | --------------------- | ------- | ---------------------- | ------------------------------------------------------------- |
| Комуністична партія України |                                   |                       |         |                        |                                                               |
| 1                           | Плоха Любов Леонідівна            | 01.11.2010            | середня | позапартійна           | тимчасово не працює                                           |
| Партія регіонів             |                                   |                       |         |                        |                                                               |
| 2                           | Коноваленко Олександр Миколайович | 01.11.2010            | середня | член Партії регіонів   | Каширівська сільська рада, водій                              |
| 4                           | Матляк Юрій Миколайович           | 01.11.2010            | середня | член Партії регіонів   | Каширівська загальноосвітня школа, завгосп                    |
| 5                           | Овчаренко Тетяна Леонідівна       | 01.11.2010            | вища    | член Партії регіонів   | ФГ «Росинка», голова                                          |
| 6                           | Станкова Марія Степанівна         | 01.11.2010            | середня | член Партії регіонів   | пенсіонер                                                     |
| 7                           | Жемелінський Дмитро В'ячеславович | 01.11.2010            | середня | член Партії регіонів   | одноосібник                                                   |
| 8                           | Медвєдєв Дмитро Андрійович        | 01.11.2010            | середня | член Партії регіонів   | ТОВ «Надра», тракторист                                       |
| 9                           | Паробщук Ніна Миколаївна          | 01.11.2010            | середня | член Партії регіонів   | Каширівський сільський будинок культури, директор             |
| 11                          | Сторожук Олена Іванівна           | 01.11.2010            | середня | член Партії регіонів   | Новоскелеватський фельдшерсько-акушерський пункт, завідувачка |
| 12                          | Лагун Володимир Олександрович     | 01.11.2010            | вища    | позапартійний          | підприємець                                                   |
| 13                          | Бардась Олена Валентинівна        | 01.11.2010            | середня | член Партії регіонів   | Залізнична станція Висунь, робітник станції                   |
| 14                          | Козоброд Валентин Іванович        | 01.11.2010            | середня | член Партії регіонів   | Криворізька дистанція колії ПЧ-12, монтер                     |
| Самовисування               |                                   |                       |         |                        |                                                               |
| 3                           | Курінна Ганна Іванівна            | 01.11.2010            | вища    | позапартійна           | Каширівська сільська рада, секретар                           |
| 10                          | Ігнатенко Валерій Олександрович   | 01.11.2010            | вища    | позапартійний          | ТОВ «Надри», директор                                         |